# Step Lightly
Step Lightly è un brano scritto ed interpretato da Ringo Starr, apparso sull'album Ringo del 1973 ed in seguito come lato B di Oh My My negli USA. È stato l'unico brano scritto dal solo Starr apparso sull'album: infatti è coautore di Photograph con George Harrison e Oh My My e Devil Woman, ambedue scritti da Ringo in collaborazione con Vini Poncia. Nel 2012 è stato realizzato un rifacimento per l'album Ringo 2012, che contiene anche una nuova versione di Wings. Oh My My è stata una hit da numero cinque negli Stati Uniti. Una versione strumentale è apparsa sull'album Star*ling Music del 1975 di David Hentschel; in essa Ringo "suonava" gli schiocchi di dita.

## Formazione

### Versione diRingo
- Ringo Starr: voce, batteria
- Steve Cropper: chitarra elettrica
- Klaus Voorman - basso elettrico
- Nicky Hopkins - piano elettrico
- Jimmy Calvert - chitarra
- Featuring i dancing feet di Richard Starkey, MBE

L'autore dell'arrangiamento dei clarinetti è Tom Scott.

### Versione diRingo 2012
- Ringo Starr: voce, chitarra, batteria, percussioni
- Don Was: basso elettrico
- Benmont Tench: pianoforte
- Bruce Sugar: tastiere[3]